# Roxana Scarlat

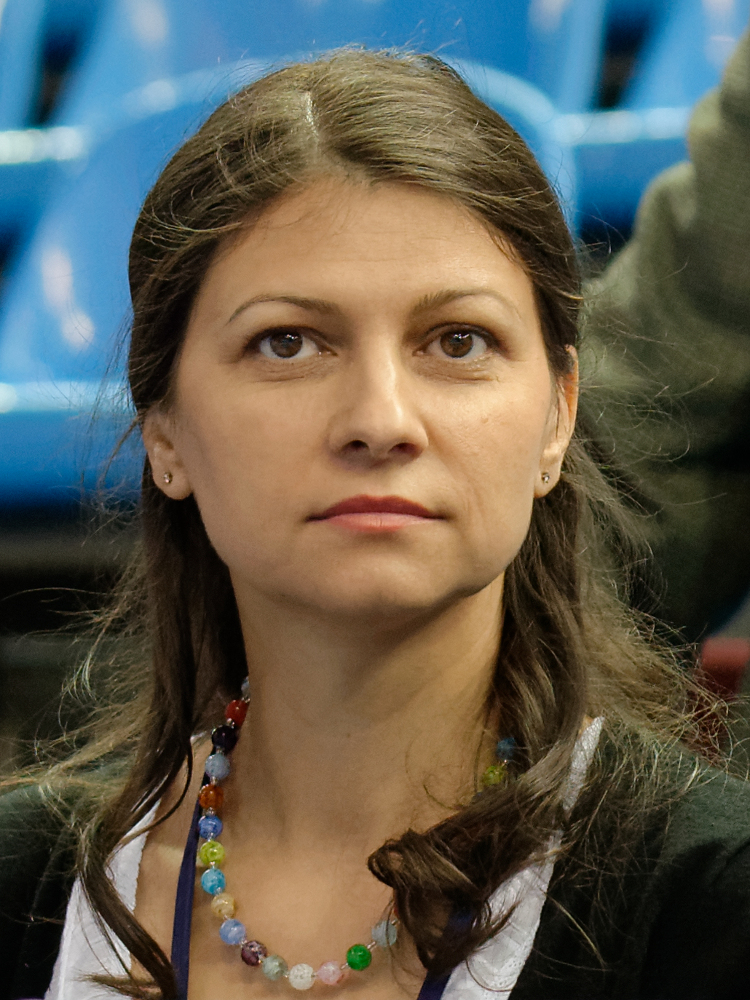
Roxana Scarlat im 2015

Roxana Mariana Scarlat (* 3. Januar 1975 in Bukarest) ist eine rumänische Fechterin und Olympiateilnehmerin.

## Erfolge
In ihrer Disziplin, dem Florett, holte sie im Mannschaftswettbewerb bei den Olympischen Spielen 1996 in Atlanta mit Laura Badea und Reka Szabo die Silbermedaille, im Finale verloren die drei Rumäninnen gegen Italien. Bei den Weltmeisterschaften 1997 und 1998 unterlagen die Rumäninnen im Finale ebenfalls gegen Italien. Bei der Weltmeisterschaft 2001 gewann Scarlat im Einzel Bronze, 2002 gewann sie mit der Mannschaft Bronze und 2003 gewann sie im Einzelwettbewerb und im Mannschaftswettbewerb Bronze. Bei den Olympischen Spielen 2004 in Athen wurde Scarlat im Einzel Neunte. Ein weiteres Mal erlangte sie Silber, als sie bei der Weltmeisterschaft 2005 mit der Mannschaft im Finale dem Team aus Südkorea unterlag.